# Kroatiska tennisförbundet
Kroatiska tennisförbundet (kroatiska: Hrvatski teniski savez) är ett idrottsförbund för tennis i Kroatien. Förbundet är det idrottsorgan som kontrollerar det organiserade tennisspelandet i Kroatien. Det bildades år 1922 och har sitt huvudkontor på gatan Gundulićeva 3 i Nedre staden i Zagreb. Kroatiska tennisförbundet är bland annat medlem av Tennis Europe och Internationella tennisförbundet.

### Fotnoter
1. 1 2 3 4  Hoo.hr Arkiverad 21 maj 2015 hämtat från the Wayback Machine. - Kroatiska olympiska kommitténs officiella webbplats (kroatiska)
2. ↑  Hts.hr Arkiverad 29 oktober 2015 hämtat från the Wayback Machine. - Kroatiska tennisförbundets officiella webbplats (kroatiska)